# Záliv Bonny

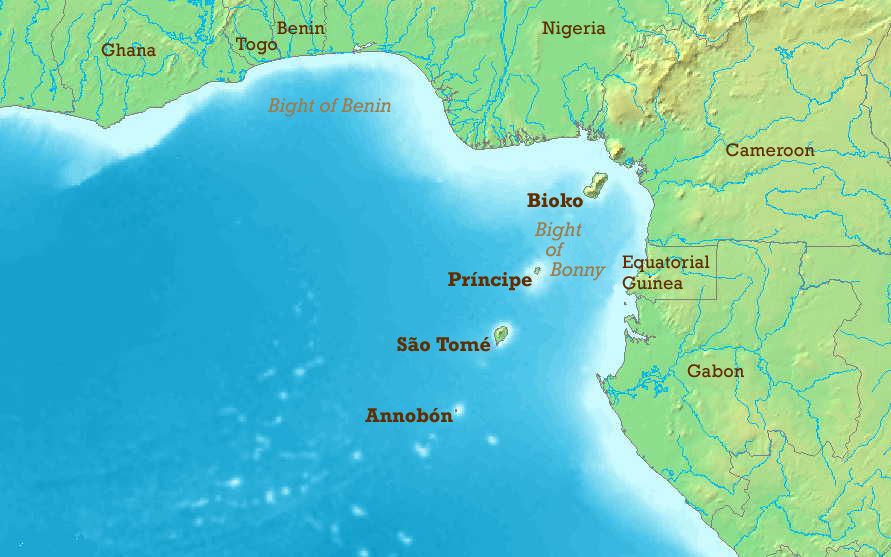
Mapa

Záliv Bonny (anglicky Bight of Bonny) je výběžek Guinejského zálivu mezi deltou Nigeru a mysem Cap Lopez. Na jeho pobřeží leží africké státy Nigérie, Kamerun, Rovníková Guinea a Gabon, ve vodách zálivu se nacházejí ostrovy Bioko, Svatý Tomáš a Princův ostrov a Annobón, které jsou prodloužením řetězce Kamerunských hor. Záliv má rozměry zhruba 600 na 300 kilometrů, hlavními přítoky jsou Cross River, Sanaga, Nyong a Muni. Oblast má tropické klima a je známá díky bohatým nalezištím ropy a zemního plynu.
Pro Evropu záliv objevili portugalští mořeplavci a nazvali ho „Biaferský“ (podle města Mafra nedaleko Lisabonu). Od šestnáctého do počátku devatenáctého století bylo pobřeží zálivu střediskem obchodu s otroky. Britové vybudovali opěrný bod v Calabaru, odkud počátkem dvacátého století ovládli celé území pozdější Nigérie. Po krvavém potlačení pokusu o vytvoření nezávislého státu Biafra rozhodly v roce 1972 nigerijské úřady o změně oficiálního názvu na záliv Bonny podle nigerijského přístavního města Bonny.